# Orthotrichia conferta
Orthotrichia conferta är en nattsländeart som beskrevs av Wells 1983. Orthotrichia conferta ingår i släktet Orthotrichia och familjen smånattsländor. Inga underarter finns listade i Catalogue of Life.